# Мамаева, Дина Кузьмовна
Дина Кузьмовна Мамаева (род. 1930) — советский передовик производства в оборонной промышленности. Герой Социалистического Труда (1966).

## Биография
Родилась 28 мая 1930 года в городе Щегловске.
Окончила Кемеровскую среднюю школу № 19. С 1947 года начала трудовую деятельность аппаратчицей комбината № 392 Наркомата оборонной промышленности СССР, специализировавшемся на выпуске боеприпасов. В 1948 году была назначена бригадиром аппаратчиков.
Д. К. Мамаева выполняла производственные задания на 110—130 %. Продукция бригады Д. К. Мамаевой всегда имела отличное качество и принималась ОТК с первого предъявления. В 1961 году перешла работать на более сложный опытный участок и на участок конечных операций по выпуску специальной продукции.
Д. К. Мамаева добилась высоких показателей в выполнении важных правительственных заданий оборонного значения.
28 июля 1966 года «закрытым» Указом Президиума Верховного Совета СССР «за выдающиеся заслуги в выполнении заданий семилетнего плана 1959—1965 годов и создании новой техники» Дина Кузьмовна Мамаева была удостоена звания Героя Социалистического Труда с вручением Ордена Ленина и золотой медали «Серп и Молот».
Д. К. Мамаева избиралась депутатом Кировского районного Совета депутатов трудящихся.
Проживала в городе Кемерово.

## Награды
- Медаль «Серп и Молот» (28.07.1966)
- Орден Ленина (28.07.1966)
- Медаль «За трудовое отличие» (29.10.1953)

## Память
- В 2019 году в Кемерово открыли мемориальную доску в честь работницы завода ПО «Прогресс» Дины Мамаевой